# Консервування

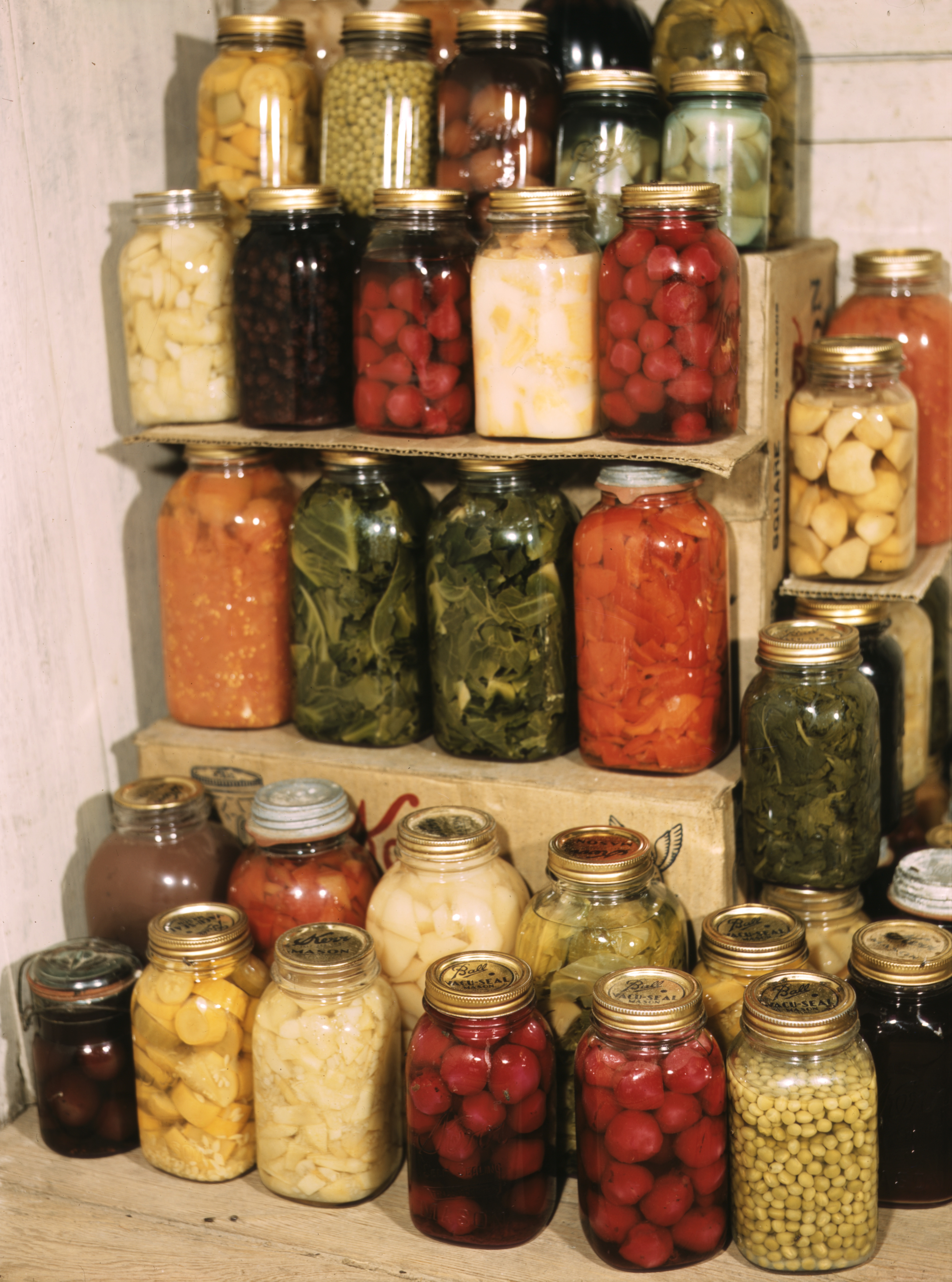
Домашні консерви

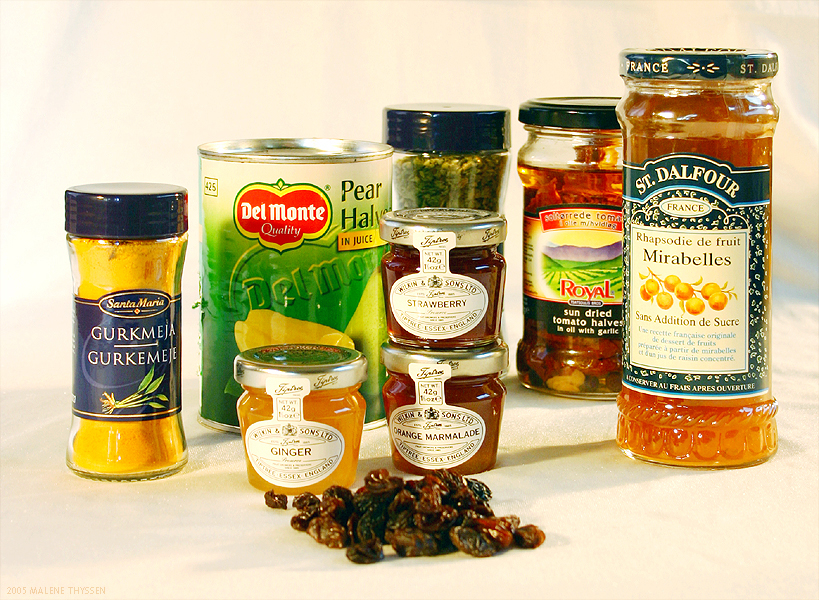
Законсервована їжа

Консервува́ння — будь-який технологічний процес, що значно подовжує строк збереження продуктів у придатному для вживання в їжу вигляді з повним або частковим збереженням їхньої харчової цінності. В випадку довготривалого консервування, наслідком консервування є виготовлення консервів. Одним з основних завдань консервування є зведення рівня активності зовнішнього середовища, води, знищення або пригнічення дії та розвитку мікроорганізмів та їх спор. Для зберігання поживної цінності харчового продукту використовують різні методи консервування.
Сировина (рослинного і тваринного походження) так і виготовлені з неї харчові
продукти піддаються короткочасному чи тривалому зберіганню. Унаслідок біохімічних процесів, що спричинені у них або під впливом власних ферментів (ферментативне псування), або викликаються ферментами мікроорганізмів (мікробіологічне псування), як сировинна так і продукти — псуються. Також, багато мікроорганізмів у процесі розвитку продукують токсини, які можуть накопичуватися у продуктах, зумовлюючи отруєння (іноді з летальним наслідком) після споживання харчового продукту, а високий уміст живих
мікроорганізмів може спричинити розвиток інфекційного процесу.

## Методи консервування та збереження їжі
Методи консервування полягають у ізоляції продукту від навколишнього середовища, знищення перебуваючих у ньому бактерій та спор, зміна його складу і умов зберігання для запобігання розвитку в ньому мікроорганізмів, захист продукту від руйнування під впливом високих температур і сонячних променів.
Методи консервування умовно класифікують таким чином:
| - Фізичні - Сушіння - Желювання - Копчення - В'ялення - Вакуумне упакування - Герметизація - Пастеризація - Стерилізація - Кріоконсервування - Радіаційна стерилізація | - Хімічні - Неорганічні солі - Органічні солі - Цукор (моно- і дисахариди) - Полісахариди - Спирти - Органічні сполуки | - Біологічні - Анабіоз - Гіпобіоз |

Доволі часто методи консервації мають змішаний характер. Так, квашення і засолювання належать до біохімічного методу консервації і тд.
Для підвищення ефективності дії консервантів, як правило, поєднують їхній вплив на продукт. Прикладом цього може слугувати те, коли при виробництві згущеного стерилізованого молока, під дією високих температур, стерилізують продукт і повністю знищують бактерії, а високі концентрації сахарози запобігають розвитку їхніх спор. Герметизація продукту дозволяє обмежити доступ кисню й мікрофлори. Малі концентрації кисню не здатні активно окислювати ліпіди, антиоксиданти, що є в згущеному молоці, інгібують протікання вільно радикальних реакцій. Велике значення для молочного продукту мають умови його зберігання — дотримання температурного режиму приміщень і вологості повітря, відсутність дії прямих променів сонця, дотримання санітарногігієнічних норм.

### Застосування консервантів
Як консерванти харчових продуктів використовують насичений розчин кухонної солі, органічні кислоти (мурашину, оцтову, молочну, пропіонову, лимонну та інші), моно- і дисахариди, антибіотики, а також антиоксиданти (аскорбінова кислота, дигідрокверцетин, кверцетин, токофероли), які інгібують протікання вільнорадикальних реакцій, а також інші речовини чи їх багатокомпонентні суміші.
Щоб оцінити дії консервантів вводять показники токсичності сполук.

#### Засолювання
Кухонна сіль здавна застосовується для збереження м'ясних і рибних продуктів. При посолі, в процесі осмосу, сіль «витягує з продукту» вологу, сам продукт просочується розчином солі і завдяки зниженню активності (що пропорційне концентрації солі) води стає непридатний для розвитку більшості бактерій. Крім того, хлорид натрію знижує розчинність кисню у
воді, що перешкоджає активному росту мікроорганізмів. Низькі концентрації солі
можуть підсилювати дію інших консервантів.

#### Квашення
Квашення є комбінацією біологічної консервації кислотами і засолювання. Молочнокислі бактерії утилізують цукри (вуглеводи) і виділяють органічні кислоти, що перешкоджають розвитку цвілі.

#### Маринування
Маринування проводять органічними кислотами, згубними для бактерій, але придатними для споживання людиною. Зазвичай використовують лимонну, оцтову, молочну та ін кислоти, що створюють несприятливе для розвитку бактерій кисле середовище.

### Консервування цукром
Високі концентрації вуглеводів (в основному використовують моно- і дисахариди: глюкозу, галактозу, фруктозу, сахарозу та ін.) здатні внаслідок надлишкового осмотичного тиску руйнувати поверхневі мембрани бактерій, запобігаючи їхньому розвитку.

##### Варення,повидло,джемтапастила.Сиропи
Для отримання фруктових консервів широко використовують варіння в цукровому сиропі, або просто упарки солодких соків без додавання цукру.

##### Кандирування
При високій концентрації цукру в результаті осмосу бактерії не можуть розвиватися в продукті. Однак якщо кислотність продукту невелика — можливий розвиток різних цвілевих грибів.
Зацукровування відбувається коли просочені цукровим розчином (сиропом) продукти висушують, тоді розчин цукру, що просочив продукти, кристалізується. Таким чином роблять цукати з фруктів.

### Застосування інших консервантів
Добавка консервантів, дозволених в харчовій промисловості, забезпечує поліпшення збереження продуктів найрізноманітнішого типу (напої, консерви, пресерви).

### Методи, пов'язані зі зменшенням вмісту води

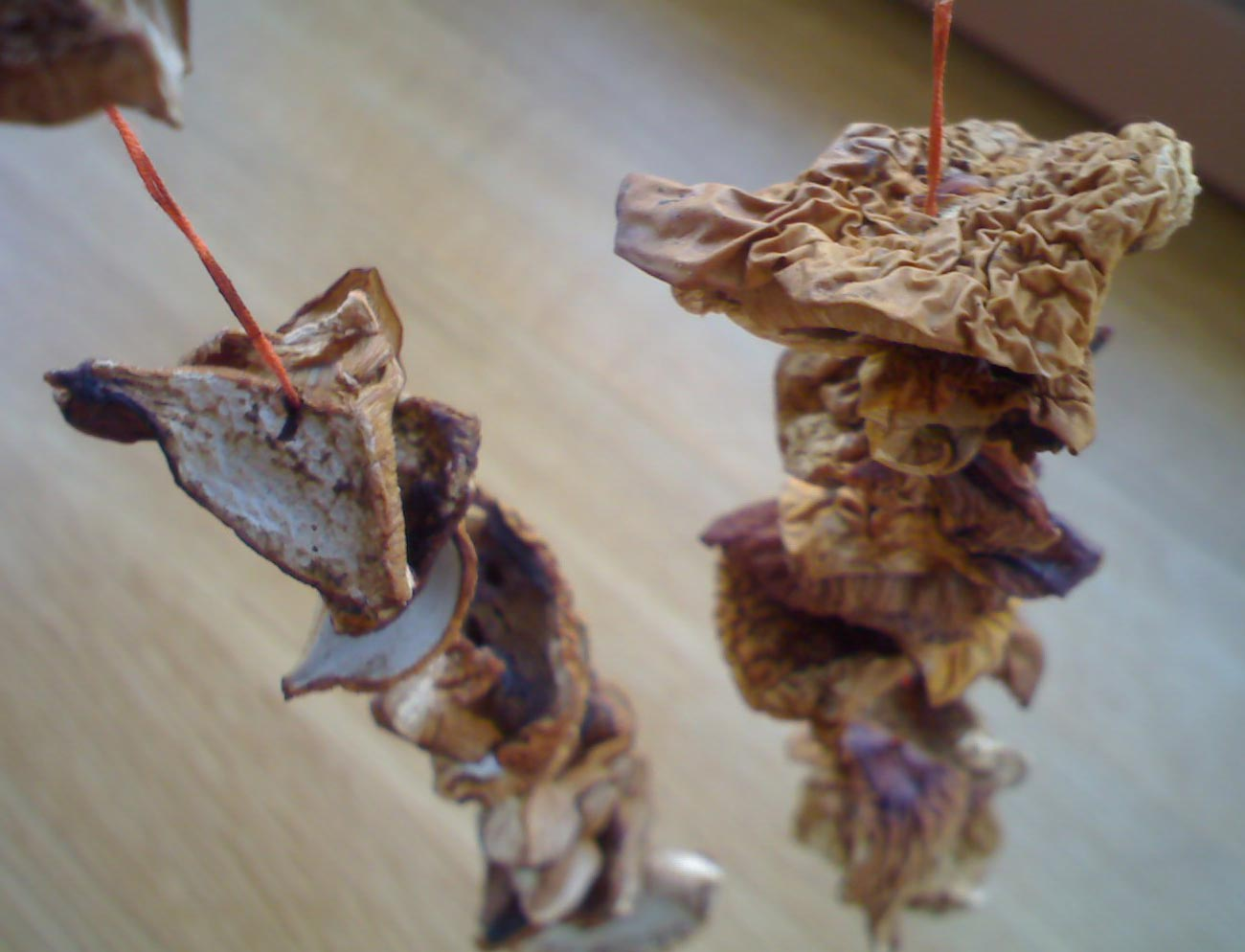
Сушені гриби на нитці

#### Сушіння
Сушіння є найстарішим методом консервування. У процесі сушіння з продукту видаляється волога, що позбавляє мікроорганізми середовища для розвитку. Може здійснюватись як на відкритому повітрі, на вітрі для запобігання загнивання, так і за допомогою вакууму (сублімаційне сушіння).
Поширене сушіння овочів, фруктів, грибів і лікарських трав. Широко використовується також засолення і сушіння м'яса.

#### Желювання
У цьому методі також використовується ефект зниження активності води в харчовому продукті.
Для желювання використовується желатин, альгінати, пектин та крохмаль. Продукт у складі жельованої маси непроникний для більшості бактерій і цвілі.
Найвідоміші продукти тривалого зберігання з цієї категорії — мармелад і пат.
До складу альгінатів входять солі альгінової кислоти, зокрема альгінат натрію, альгінат калію й альгінат кальцію. Альгінова кислота належить до полісахаридів, її витягують із бурих водоростей. У складі полімерного ланцюга є два залишки моносахаридів (D-маннурової й L-гулуронової кислот).

#### Копчення
Копчення поєднує в собі часткове зневоднення (іноді — зовсім незначне) і хімічну консервацію. У процесі копчення продукт сушиться і просочується димом, ароматичні вуглеводні консервують його і надають особливого аромату.

#### В'ялення
В'ялення також поєднує зневоднення продукту й одночасно його деяку хімічну консервацію кухонною сіллю.

### Герметизація

#### Герметизація і вакуумна упаковка
Герметизація способом видалення повітря з упакування проводиться для запобігання проникнення в оброблений продукт мікроорганізмів з повітря. Створені таким чином анаеробні умови сприяють загибелі лише деяких аеробних бактерій, залишаючи всі ризики розвитку анаеробних бактерій. Як послідовний розвиток технології вакуумування набув спосіб герметизації продкутів зі зміненим газовим середовищем, що частково вирішував проблему деформації, зневоднення, виділення вологи в упаковці, розвиток всередині упаковки анаеробних мікроорганізмів.
Бактерія, яка викликає ботулізм, не виділяє гази або помітні на смак і запах речовини, і тому її розвиток в консервах небезпечний для життя.

#### Атмосферна консервація і заміна газової атмосфери
Атмосфера, що містить кисень, в упаковці замінюється інертною, таким чином зберігають продукт (наприклад, салат), без порушення його форми.
Замінюючи кисень азотом, вбивають комах, що містяться в продуктах.

### Температурна обробка та кріоконсервування

#### Стерилізація і пастеризація
Тривале нагрівання продукту до температури в 60-70 °С називається пастеризацією, на ім'я Луї Пастера. В результаті цього процесу бактерії гинуть, але виживають їх спори, для запобігання розвитку яких пастеризовані продукти зберігають у холоді. Метод дробної пастеризації полягає в тому що після пастеризації продукт витримують при нормальній температурі достатній для розвитку спор час, після цього піддають повторній пастеризації, процес може бути повторений кілька разів.
Стерилізація повністю знищує термостійкі спори бактерій, адже продукт нагрівають до температури вищої 100 °С і за підвищеного тиску. Для повної стерилізації буває недостатньо кип'ятіння продукту при 100 °С — знищення термостійких спор бактерій вимагає нагрівання продукту до високих температур при підвищеному тиску.
Автоклавування
Автоклавування - це основний спосіб безпечної стерилізації при консервуванні. Для цього найкраще використовувати автоклави (побутові та промислові). Автоклав - це спеціальний агрегат для консервації продуктів. Він значно спрощує процес приготування заготовок на зиму, економить час.
Як консервувати за допомогою автоклава?
Однією з переваг консервування з автоклавом є те, що не потрібно окремо стерилізувати банки. Банки заздалегідь закупорюють, створюючи додаткову герметизацію всередині. І вже закриту тару з продуктом поміщають всередину автоклава. Побутовий автоклав має різні варіанти нагріву (зовнішній - газовий, або електро). Продукт в герметично закритому автоклаві проходить обробку температурою понад 100 градусів за Цельсієм. При такій температурі гинуть віруси, бактерії, інші небезпечні елементи, навіть спори ботулізму. Звичайне кип'ятіння не справляється з таким завдання, потрібна більш висока температура, тому використання автоклава гарантує безпеку будь-яких консервів, навіть м'ясних і рибних.
Час приготування консервів в автоклаві залежить від продуктів. Так, м'ясо готується мінімум 30 хвилин, овочі - 10 хвилин, гриби - 20 хвилин.
В процесі експлуатації автоклава потрібно користуватися манометром і термометром, стежити за станом приладу. 

#### Низькі температури
Охолодження продуктів уповільнює діяльність мікроорганізмів і запобігає розвитку їх зародків, заморожування до нуля і нижче повністю зупиняє життєдіяльність бактерій, але не зупиняє діяльність ферментів.
Традиційним є метод зберігання продуктів в підпілля або підвалах. Поєднання низької кількості кисню в повітрі і низької температури дозволяє домогтися тривалих термінів зберігання.

### Опромінення (радіаційна стерилізація)
Опромінення продукту рентгеном або гамма-випромінюванням проводиться для знищення бактерій, цвілі, дрібних комах.

### Біологічна консервація
Такі традиційні способи збереження продуктів, як їх спеціальна ферментація — зброджування швидкопсувних речовин, з супутнім утворенням консервантів — кислот та інших мікробних метаболітів — використовуються з незапам'ятних часів.
До них належать уже згадуване квашення, бродіння (у виробництві вина і оцту) та інші.
Прикладом біологічної консервації може служити сир. Бактерії, що його сформували, перешкоджають розвитку в ньому інших мікроорганізмів.